# Marianne Sägebrecht

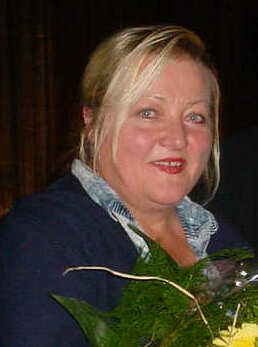
Marianne Sägebrecht beim „Filmfest Biberach“ 2003

Marianne Sägebrecht (* 27. August 1945 in Starnberg) ist eine deutsche Schauspielerin und Kabarettistin. International bekannt wurde sie durch Percy Adlons Filmkomödien Zuckerbaby (1985), Out of Rosenheim (1987) und Rosalie Goes Shopping (1989). Seit 1980 stand sie in über 80 Film- und Fernsehproduktionen vor der Kamera.

## Leben
Marianne Sägebrecht wuchs ohne Vater am Ostufer des Starnberger Sees auf. Bereits während ihrer Schulzeit spielte sie in einer Theatergruppe. Nach dem Realschulabschluss absolvierte sie zunächst eine Ausbildung zur medizinisch-technischen Assistentin und machte eine Weiterbildung zur Laborantin und dazu Fotolehre. Von 1970 bis 1971 war sie als Assistentin bei einem Neurologen und Psychiater tätig. Im Alter von neunzehn Jahren heiratete Sägebrecht und bekam eine Tochter. Mit ihrem Ehemann und ihrer Schwester leitete sie vier Jahre lang das Kleinkunstlokal „Spinnradl“ in Starnberg. 1976 folgte die Scheidung des Ehepaars.
Sägebrecht engagiert sich ehrenamtlich für sterbende Menschen; sie unterstützt das Christophorus-Hospiz in München. Sie lebt in Bernried am Starnberger See.

## Karriere
Sägebrecht führte ab 1976 nach ihrer Leitung des Starnberger Kleinkunstlokals die Münchener Künstlerkneipen „Mutti Bräu“ und „Tatzelwurm“, wo sie vermehrt Kontakte zu anderen Schauspielern und Künstlern des Zirkus Roncalli knüpfen konnte. Von 1977 bis 1981 arbeitete sie am selbstgegründeteten kabarettistischen Revuetheater „Opera curiosa“ und spielte ab 1979 nebenher auch Theater. Der Regisseur Percy Adlon wurde in dieser Zeit auf sie aufmerksam und holt sie zum Film, wo Sägebrecht 1980 als Frau Pansa in Adlons Fernsehfilm Herr Kischott debütierte. 1981 war sie unter dem Pseudonym Barbara Hermani erstmals auf der Kinoleinwand in der Erotikkomödie Manche mögens prall als Ringkämpferin Freda zu sehen.
1983 setzte sich die Zusammenarbeit mit Regisseur Adlon mit dessen Filmproduktion Die Schaukel, in der sie als Tandlerin eine Nebenrolle spielte, fort. Für seine Filmkomödien Zuckerbaby (1985), Out of Rosenheim (1987) und Rosalie Goes Shopping (1989), die Sägebrecht international bekannt machten, besetzte er sie jeweils in der Hauptrolle. Seitdem war sie in einer Vielzahl an internationalen Co-Produktionen beteiligt, so z. B. an der Seite von Michael Douglas in Danny DeVitos US-amerikanischer Tragikomödie Der Rosenkrieg (1989) und unter der Regie von Volker Schlöndorff in dem deutsch-französisch-britischen Filmdrama Der Unhold (1996), nach einem Roman von Michel Tournier mit John Malkovich in der Titelrolle. In französischen Produktionen spielte sie u. a. die Haushälterin von Michel Piccoli in Martha und ich (1991), die Titelrolle neben Marie-France Pisier in Detlef Rönfeldts Eine Frau nach Maß (1997), an der Seite von Gérard Depardieu die Rolle der Gutemine in Claude Zidis Asterix und Obelix gegen Caesar (1998), dem ersten Realfilm der Comicreihe Asterix, und die Pflegemutter des kleinen Rémi in Das Findelkind (2000).
Von 2001 bis 2004 übernahm Sägebrecht an der Seite von Gunter Berger die Titelrolle einer bayerischen Köchin in der dreiteiligen ARD-Fernsehfilmreihe Marga Engel, bei der sie auch am Drehbuch mitwirkte. In der Fernsehserie Café Meineid von Franz Xaver Bogner hatte sie 2002 einen Gastauftritt. In den Jahren 2007 und 2008 spielte sie in den Fernsehfilmen Bezaubernde Marie und Immer Wirbel um Marie die namensgebende Buchhändlerin Marie Meyer. Bodo Fürneisen besetzte sie als Frau Holle für seinen gleichnamigen Märchenfilm aus dem Jahr 2008.
In Tomy Wigands Filmkomödie Omamamia spielte sie 2012 die gläubige Auswanderin Marguerita, die nach dem Tod ihres Gatten von Kanada nach Rom reist, um bei Papst Benedikt XVI. Vergebung für ein lang gehütetes Familiengeheimnis zu erbitten. 2013 und 2019 las sie die alljährliche Adventsgeschichte in der von Florian Silbereisen moderierten Fernsehshow Das Adventsfest der 100.000 Lichter. Seit 2014 ist sie in den teilanimierten Realfilmen um Pettersson und Findus in der Rolle der hilfsbereiten Beda Andersson, die Pettersson zu seinem Kater Findus verhilft, zu sehen. Im Juni 2015 stand Sägebrecht in der Rolle der Bavaria Toleranta in Bussi – Das Munical, einem Musical unter der Regie von Thomas Hermanns, auf der Bühne. Hans Steinbichler besetzte sie 2022 als Ahnl in dem deutsch-österreichischen Zweiten Weltkriegsdrama Ein ganzes Leben, das auf dem 2014 veröffentlichten gleichnamigen Roman von Robert Seethaler basiert und im September 2023 im Rahmen der Filmkunstmesse Leipzig uraufgeführt wurde.

## Filmografie

### Spielfilme
- 1980: Herr Kischott
- 1981: Manche mögens prall
- 1983: Die Schaukel
- 1984: Im Himmel ist die Hölle los
- 1984: Ein irres Feeling
- 1985: Zuckerbaby
- 1987: Out of Rosenheim
- 1987: Eine Handvoll Vergnügen – Crazy Boys
- 1987: Herz mit Löffel
- 1988: Mond über Parador
- 1989: Rosalie Goes Shopping
- 1989: Der Rosenkrieg
- 1990: Martha und ich
- 1992: Dust Devil
- 1993: La vida láctea
- 1993: Mr. Bluesman
- 1994: Let’s Talk About Sex (Erotique)
- 1994: Ein fast perfektes Verhältnis (Mona Must Die)
- 1994: Eine Mutter kämpft um ihren Sohn
- 1995: Terrain glissant
- 1995: All Men Are Mortal
- 1995: Ohne Hose (Kurzfilm)
- 1995: Luise knackt den Jackpot
- 1995: Beauville (Kurzfilm)
- 1996: Katrin und Wladimir
- 1996: Der Unhold (The Ogre)
- 1996: Der kleine Lord (Il piccolo lord)
- 1996: Lorenz im Land der Lügner
- 1997: Soleil
- 1997: Und plötzlich war alles anders
- 1997: Johnny (Kurzfilm)
- 1998: Kalmans Geheimnis (Left Luggage)
- 1998: Spanische Fliege – Den Machos auf der Spur (Spanish Fly)
- 1998: Eine Frau nach Maß (Une femme sur mesure)
- 1999: Asterix und Obelix gegen Caesar
- 1999: Ich wünsch Dir Liebe
- 1999: Ganz unten, ganz oben
- 1999: Die Sekretärin des Weihnachtsmanns (La secrétaire du père Noël)
- 2000: Damaskus
- 2000: Am Ende siegt die Liebe
- 2000: Thanksgivin’, die nachtblaue Stadt
- 2000: Der kleine Lord – Retter in der Not
- 2000: Das Findelkind (Zweiteiler)
- 2001: Scheidung auf amerikanisch (Private Lies)
- 2003: Großglocknerliebe
- 2005: Charlotte und ihre Männer
- 2007: Bezaubernde Marie
- 2007: Das Geheimnis meiner Schwester
- 2008: Immer Wirbel um Marie
- 2008: Frau Holle
- 2009: So ein Schlamassel
- 2010: Konferenz der Tiere (Sprechrolle)
- 2012: Die Verführerin Adele Spitzeder
- 2012: Omamamia
- 2014: Der Kreis
- 2014: Pettersson und Findus – Kleiner Quälgeist, große Freundschaft
- 2016: Pettersson und Findus – Das schönste Weihnachten überhaupt
- 2018: Erik & Erika
- 2018: Bier Royal (Zweiteiler)
- 2018: Pettersson und Findus – Findus zieht um
- 2019: Schmucklos
- 2019: Stille
- 2022: Die Mucklas und wie sie zu Pettersson und Findus kamen
- 2023: Ein ganzes Leben
- 2024: Münter & Kandinsky

### Fernsehserien und -reihen
- 1983: Anderland (Folge: Die Prinzessin will Clown sein)
- 1985: Blam! (Folge: Viel zu jung)
- 1990: Liebesgeschichten (Gastrolle, 1 Folge)
- 1997: Sophie – Schlauer als die Polizei (Folge: Adams letzte Fahrt)
- 1999: Kommissar Rex (Folge: Das Testament)
- 2000–2001: Lilalu im Schepperland (Sprechrolle, 13 Folgen)
- 2001–2004: Marga Engel (3 Folgen)
  - 2001: Marga Engel schlägt zurück
  - 2002: Marga Engel kocht vor Wut
  - 2004: Marga Engel gibt nicht auf
- 2001: Sesamstraße (Folge 2050)
- 2002: Café Meineid (Folge: Ein weiches Herz)
- 2008: In aller Freundschaft (Staffel 11, Folge 33 und 34)
- 2016–2017: SOKO München (Staffel 42, 7 Folgen)
- 2020: Das Traumschiff: Kapstadt

## Hörspiele
- 2012: Patrick Findeis: Kein schöner Land – Regie: Kai Grehn (Hörspiel – SWR)
- 2013: E. M. Cioran: Vom Nachteil, geboren zu sein – Regie: Kai Grehn (Hörspiel – SWR)
- 2014: Walt Whitman: Children of Adam – Übersetzung und Regie: Kai Grehn (Klangkunst – RB/DKultur/SWR)

## Auszeichnungen
- 1982: Schwabinger Kunstpreis
- 1984: Ernst-Hoferichter-Preis
- 1986: Ernst-Lubitsch-Preis für Zuckerbaby
- 1988: Bundesfilmpreis als Beste Hauptdarstellerin für Out of Rosenheim
- 1989: Bambi
- 2003: Bayerischer Verdienstorden
- 2009: Oberbayerischer Kulturpreis
- 2020: Sigi-Sommer-Taler
- 2021: Ehrenpreis der Biberacher Filmfestspiele für ihr Lebenswerk